# Tournoi d'ouverture du championnat de Colombie de football 2012
Navigation
Tournoi précédent Tournoi suivant
Le tournoi d'ouverture de la saison 2012 du Championnat de Colombie de football est le premier tournoi de la soixante-cinquième édition du championnat de première division professionnelle en Colombie. Cette saison est la première disputée sans l'América de Cali, relégué en Primera B après 84 saisons consécutives au plus haut niveau.
Les dix-huit meilleures équipes du pays disputent le championnat semestriel qui se déroule en deux phases :
- lors de la phase régulière, les équipes s'affrontent une fois plus une rencontre face à une formation du même secteur géographique.
- la phase finale du tournoi Ouverture est encore une fois modifiée cette année et reprend la formule utilisée plusieurs années auparavant, à savoir les huit meilleures équipes de première phase réparties en deux poules, dont les deux vainqueurs s'affrontent en finale nationale.

C'est l'Independiente Santa Fe qui remporte le tournoi après avoir battu l'un des clubs promus de D2, le Deportivo Pasto lors de la finale. C'est le 7e titre de champion de Colombie de l'histoire du club.

## Qualifications continentales
Le vainqueur du tournoi Ouverture se qualifie pour la phase de groupes de la prochaine édition de la Copa Libertadores. 

## Les clubs participants
| - Independiente Santa Fe - CD Los Millonarios - Envigado FC - Deportes Tolima - Once Caldas - Independiente Medellin - Boyacá Chicó - Itagüí Ditaires - Deportes Quindio | - Atlético Nacional - Atlético Huila - Patriotas FC - Promu de Torneo Postobon - Real Cartagena - Deportivo Pasto - Promu de Torneo Postobon - Cucuta Deportivo - Deportivo Cali - Atlético Junior - CD La Equidad |

## Compétition
Le barème utilisé pour établir l'ensemble des classements est le suivant :
- Victoire : 3 points
- Match nul : 1 point
- Défaite : 0 point

### Phase régulière
| Rang | Équipe                 | Pts | J  | G  | N | P  | Bp | Bc | Diff |
| ---- | ---------------------- | --- | -- | -- | - | -- | -- | -- | ---- |
| 1    | Deportes Tolima        | 36  | 18 | 10 | 6 | 2  | 28 | 16 | +12  |
| 2    | Independiente Santa Fe | 29  | 18 | 7  | 8 | 3  | 29 | 19 | +10  |
| 3    | Itagüí Ditaires        | 29  | 18 | 8  | 5 | 5  | 25 | 18 | +7   |
| 4    | Atlético Huila         | 29  | 18 | 8  | 5 | 5  | 23 | 17 | +6   |
| 5    | CD La Equidad          | 28  | 18 | 7  | 7 | 4  | 19 | 16 | +3   |
| 6    | Deportivo PastoP       | 27  | 18 | 6  | 9 | 3  | 24 | 18 | +6   |
| 7    | Boyacá Chicó           | 27  | 18 | 7  | 6 | 5  | 26 | 22 | +4   |
| 8    | Deportivo Cali         | 27  | 18 | 7  | 6 | 5  | 19 | 18 | +1   |
| 9    | Patriotas FCP          | 27  | 18 | 7  | 6 | 5  | 13 | 17 | -4   |
| 10   | Atlético JuniorT       | 25  | 18 | 7  | 4 | 7  | 28 | 24 | +4   |
| 11   | Envigado FC            | 23  | 18 | 5  | 8 | 5  | 23 | 24 | -1   |
| 12   | Atlético Nacional      | 22  | 18 | 6  | 4 | 8  | 25 | 20 | +5   |
| 13   | CD Los Millonarios     | 20  | 18 | 4  | 8 | 6  | 22 | 23 | -1   |
| 14   | Real Cartagena         | 20  | 18 | 4  | 8 | 6  | 22 | 31 | -9   |
| 15   | Deportes Quindío       | 18  | 18 | 3  | 9 | 6  | 20 | 29 | -9   |
| 16   | Independiente Medellín | 17  | 18 | 4  | 5 | 9  | 17 | 24 | -7   |
| 17   | Once Caldas            | 14  | 18 | 2  | 8 | 8  | 22 | 26 | -4   |
| 18   | Cúcuta Deportivo       | 11  | 18 | 3  | 2 | 13 | 12 | 35 | -23  |

| Résultats (▼dom., ►ext.) | HUI | NAC | BOY | CUC | QUI | TOL | CAL | PAS | ENV | EQU | DIM | ITA | JUN | MIL | ONC | PAT | RCA | SFE |
| Atlético Huila           |     |     | 3-0 |     |     | 3-0 | 1-1 | 1-0 |     | 0-0 | 1-0 |     | 1-3 |     | 3-2 | 3-0 |     |     |
| Atlético Nacional        | 1-2 |     | 4-0 | 1-1 |     | 0-1 | 4-0 | 0-1 |     |     | 1-2 |     | 3-1 |     | 1-0 | 1-0 |     |     |
| Boyacá Chicó             |     |     |     | 5-2 | 2-0 |     | 3-1 |     | 4-1 | 1-1 |     |     |     | 1-1 | 1-0 | 0-1 |     | 2-0 |
| Cúcuta Deportivo         | 1-0 | 1-0 |     |     |     |     |     | 2-2 |     | 0-1 | 1-2 | 0-1 |     | 2-1 |     | 0-1 | 0-1 |     |
| Deportes Quindío         | 0-2 | 2-2 |     | 1-0 |     |     |     | 2-2 |     |     |     | 2-1 |     | 2-2 | 1-3 | 1-1 | 3-2 |     |
| Deportes Tolima          | 1-1 |     | 2-2 | 3-0 | 2-0 |     | 1-1 |     | 0-1 | 1-1 |     |     |     |     | 1-0 |     |     | 2-1 |
| Deportivo Cali           |     |     |     | 1-0 | 1-1 |     |     | 1-0 | 1-1 | 3-0 |     | 0-1 |     | 1-0 | 2-1 |     |     | 2-0 |
| Deportivo Pasto          |     |     | 2-0 |     |     | 1-1 | 1-1 |     | 3-1 | 3-1 | 0-0 |     | 1-1 |     | 4-1 |     |     | 1-1 |
| Envigado FC              | 1-1 | 0-0 |     | 2-2 | 3-0 |     |     |     |     |     |     | 1-2 | 2-1 | 1-1 |     | 2-0 | 1-0 |     |
| CD La Equidad            |     | 3-2 |     | 4-1 | 2-1 |     |     |     | 1-0 |     | 1-3 | 0-0 | 0-0 | 0-1 |     |     | 1-1 | 0-1 |
| Independiente Medellín   |     | 1-0 | 0-3 |     | 2-2 | 0-1 | 0-1 |     | 2-2 | 0-1 |     |     |     |     | 2-1 |     |     | 1-1 |
| Itagüí Ditaires          | 1-0 | 1-0 | 1-1 |     |     | 2-3 |     | 3-0 | 4-2 |     | 1-1 |     | 1-1 |     |     | 1-1 | 3-1 |     |
| Atlético Junior          |     |     | 3-1 | 4-0 | 1-1 | 1-2 | 1-0 |     |     |     | 1-0 | 2-1 |     | 1-3 |     |     | 3-1 |     |
| CD Los Millonarios       | 1-1 | 2-3 |     |     |     | 1-1 |     | 1-2 |     |     | 2-1 | 1-0 |     |     |     | 0-1 | 1-1 | 3-4 |
| Once Caldas              |     |     |     | 4-0 | 0-0 |     |     |     | 1-1 | 1-1 |     | 2-2 | 2-2 | 0-0 |     |     | 2-2 | 2-2 |
| Patriotas FC             |     |     | 0-0 |     |     | 0-3 | 1-0 | 0-0 |     | 0-2 | 2-1 |     | 2-1 |     | 1-0 |     |     | 0-0 |
| Real Cartagena           | 1-0 | 1-1 | 0-0 |     |     | 1-3 | 2-2 | 1-1 |     |     | 3-2 |     | 2-1 | 0-2 |     | 2-2 |     |     |
| Independiente Santa Fe   | 4-0 | 2-2 |     | 2-0 | 1-1 |     |     |     | 1-1 |     |     | 1-0 | 2-1 | 1-1 |     |     | 5-0 |     |

### Phase finale

#### Demi-finales
Groupe A :
| Rang | Équipe          | Pts | J | G | N | P | Bp | Bc | Diff |  | Résultats (▼ dom., ► ext.) | Pas | DCa | Tol | Hui |
| ---- | --------------- | --- | - | - | - | - | -- | -- | ---- |  | -------------------------- | --- | --- | --- | --- |
| 1    | Deportivo Pasto | 11  | 6 | 3 | 2 | 1 | 7  | 6  | +1   |  | Deportivo Pasto            |     | 1-1 | 3-1 | 1-1 |
| 2    | Deportivo Cali  | 11  | 6 | 3 | 2 | 1 | 8  | 4  | +4   |  | Deportivo Cali             | 3-0 |     | 1-1 | 2-1 |
| 3    | Deportes Tolima | 10  | 6 | 3 | 1 | 2 | 6  | 5  | +1   |  | Deportes Tolima            | 0-1 | 1-0 |     | 2-0 |
| 4    | Atlético Huila  | 1   | 6 | 0 | 1 | 5 | 2  | 8  | -6   |  | Atlético Huila             | 0-1 | 0-1 | 0-1 |     |

Groupe B :
| Rang | Équipe                 | Pts | J | G | N | P | Bp | Bc | Diff |  | Résultats (▼ dom., ► ext.) | SFe | Equ | Boy | Ita |
| ---- | ---------------------- | --- | - | - | - | - | -- | -- | ---- |  | -------------------------- | --- | --- | --- | --- |
| 1    | Independiente Santa Fe | 14  | 6 | 4 | 2 | 0 | 10 | 6  | +4   |  | Independiente Santa Fe     |     | 2-1 | 1-0 | 2-1 |
| 2    | CD La Equidad          | 8   | 6 | 2 | 2 | 2 | 10 | 9  | +1   |  | CD La Equidad              | 2-2 |     | 3-1 | 2-1 |
| 3    | Boyacá Chicó           | 7   | 6 | 2 | 1 | 3 | 6  | 8  | -2   |  | Boyacá Chicó               | 2-2 | 2-1 |     | 0-1 |
| 4    | Itagüí Ditaires        | 4   | 6 | 1 | 1 | 4 | 4  | 7  | -3   |  | Itagüí Ditaires            | 0-1 | 1-1 | 0-1 |     |

#### Finale
| Équipe 1        | Résultat | Équipe 2               | Aller | Retour |
| --------------- | -------- | ---------------------- | ----- | ------ |
| Deportivo Pasto | 1 - 2    | Independiente Santa Fe | 1 - 1 | 0 - 1  |

## Bilan de la saison
| Championnat de Colombie de football 2012 |                                   |
| Champion                                 | Independiente Santa Fe (7e titre) |
| Qualifications continentales             |                                   |
| Copa Libertadores 2013                   | Independiente Santa Fe            |
| Promotions et relégations                |                                   |
| Promus en Liga Postobon                  | Aucun                             |
| Relégués en Torneo Postobon              | Aucun                             |